# Porcellio platysoma
Porcellio platysoma är en kräftdjursart som beskrevs av Brandt 1841. Porcellio platysoma ingår i släktet Porcellio och familjen Porcellionidae. Inga underarter finns listade i Catalogue of Life.